# Chlosyne gaudialis wellingi
Chlosyne gaudialis wellingi es una mariposa endémica de México de la familia Nymphalidae, que fue descrita por L.D. Miller & Rotger, en 1979.

## Descripción
Las alas anteriores en su vista dorsal en su totalidad son de color negro con 6 puntos de color blanco en la zona postdiscal interna, y dos puntos blancos pequeños dentro de la celda discal. En el borde presenta mayor cantidad de pelos negros, con unos pocos de color blanco al final de las celdas en el margen. Las alas posteriores son de color negro en su vista dorsal, con una banda en la zona discal o central de color amarillo claro, y cuatro puntos blancos pequeños en el área postdiscal interna. En el margen externo presenta pelos blancos y negros en la misma cantidad aproximadamente. Antena, cabeza y tórax son de color negro. Ventralmente las alas tienen el mismo patrón, en color y figuras, pero se suma una mancha rojiza dentro de la celda discal en el ala anterior y una amarilla en el centro del ala por el margen costal; y otras dos manchas amarillas en el área postbasal y por la celda costal. Ventralmente las antenas, cabeza y tórax y abdomen son de color negro y los palpos con pelos negros y una línea blanca cerca de los ojos.

## Distribución
Es endémica de México, y solo se le ha reportado en el sur de Oaxaca. En las Localidades de Candelaria Loxicha, Chacalapilla, Finca Aurora; La Pasionaria; La Soledad; Pluma Hidalgo; Portillo del Rayo, etc.

## Hábitat
Áreas cercanas a la costa, donde existen remanentes de selva alta o mediana subcaducifolia. 

## Estado de conservación
Se conoce solo para unos pocos estados de la república mexicana. No se encuentra enlistada en la NOM-059.